# Bodiloides ictericus
Bodiloides ictericus är en skalbaggsart som beskrevs av Johann Nepomuk von Laicharting 1781. Bodiloides ictericus ingår i släktet Bodiloides och familjen Aphodiidae. Utöver nominatformen finns också underarten B. i. ghardimaouensis.